# 錯覚CROSSROADS
- ラブライブ! > BiBi > 錯覚CROSSROADS
- ラブライブ! > ラブライブ!のディスコグラフィ > 錯覚CROSSROADS

「錯覚CROSSROADS」(さっかくクロスローズ) は、2016年1月20日に発売され、μ'sのミニユニット「BiBi」のシングル。ユニットシングル 4th sessionの第3弾。

## 概要
『ラブライブ! スクールアイドルフェスティバル』のユーザー数が全世界1500万人、国内1000万人を突破したことを記念して制作された楽曲。
9月17日に東京ゲームショウ2015にて制作されることが発表、12月15日に楽曲内容が告知された。

また、「錯覚CROSSROADS」は1月15日のアップデートにより同ゲーム内で楽曲が配信、起動画面のBGMにも使われている。
初回生産分には限定覚醒済みSRカード1枚が入手できるシリアルコードが1個（全3種）がランダムで付属する。
なお、今回は3ユニット共通で3rdシングルまでは収録されていたミニドラマは収録されていない。　
キャッチコピーは「もう一度、あの日のふたりへ―」

## チャート功績
1月19日付のオリコンでは18,844枚を売り上げ2位に初登場、1月24日付まで6日連続で3位以内にランクインした。2016年2月1日付のオリコン週間ランキングでは初動5.3万枚を売り上げ週間3位にランクインした。
ビルボードにおいてはHot Animationで2作連続となる1位を獲得した。

## 収録曲
（全作詞：畑亜貴）
1. 錯覚CROSSROADS
  - 作曲:川崎里実、編曲：渡辺和紀
  - 『ラブライブ! スクールアイドルフェスティバル』オリジナル楽曲
2. PSYCHIC FIRE
  - 作曲・編曲：森慎太郎
  - 『ラブライブ! スクールアイドルフェスティバル』オリジナル楽曲
3. 錯覚CROSSROADS (Off Vocal)
4. PSYCHIC FIRE (Off Vocal)